# Telétskoie
El llac Telétskoie (en altai: Алтын Кӧл, Altyn-Köl que significa "Llac Daurat"; rus: Телецкое озеро) és el llac més gran del massís de l'Altai i de la República de l'Altai, a Rússia. Té profunditat de fins a 325 metres.
Situat a una alçada de 434 metres sobre el nivell de mar, té una llargada de 78 km i una amplada de 5 km. Està situat entre les serralades de Korbu i Al-tyntu, on es troben les Muntanyes Sailughem i les Sayans Occidentals. La seva superfície és de 233 km². A més, a causa de la seva profunditat considerable (325 m) el llac conté més de 40 km³ d'aigua. La fluctuació anual del nivell d'aigua és d'uns 348 cm. La transparència de llac és alta, amb la visibilitat de l'aigua que varia entre sis i catorze metres.
Una setantena de rius i vora 150 rieres ocasionals desemboquen al llac. El més important de tots és el riu Txulixman que proporciona més de la meitat de l'aigua del llac. Per altra banda, té una sola sortida, el riu Bia que juntament amb el riu Katun és l'origen d'un dels rius més importants de Sibèria: el riu Obi.
El llac està envoltat per muntanyes de fins a 2400 msnm. Forma part de la Reserva Natural de l'Altai. Aquesta reserva, conjuntament amb la Reserva Natural de Katun i l'Altiplà Ukok està declarat per la UNESCO com a Patrimoni Natural de la Humanitat sota el nom "Muntanyes daurades de l'Altai".
La població local altai té una llegenda sobre el nom del llac en la seva llengua, que significa Llac Daurat. Segons aquesta història, un home ric tenia un lingot d'or, amb el qual volia comprar aliments. Va viatjar al voltant de l'Altai, però no podria trobar ningú que li'n vengués. Finalment, va tirar l'or al llac i d'aquesta manera li va donar el nom.

## Galeria

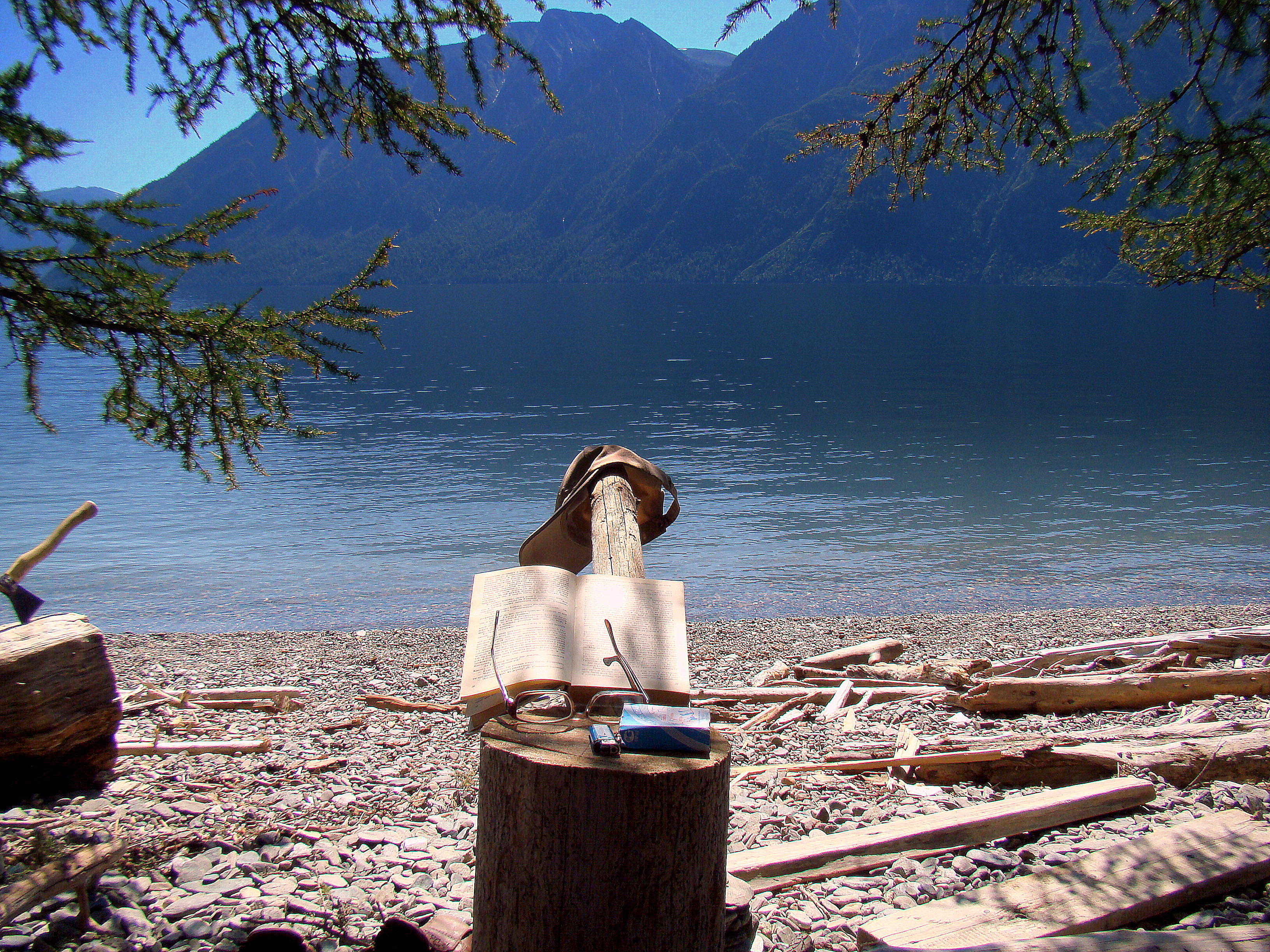
Platja rocosa
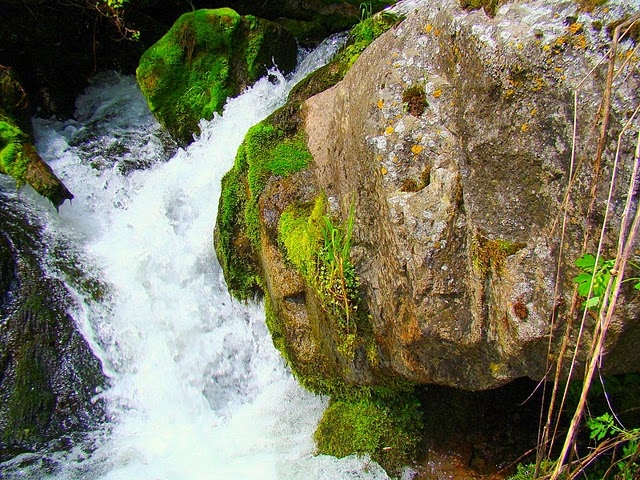
Cascada
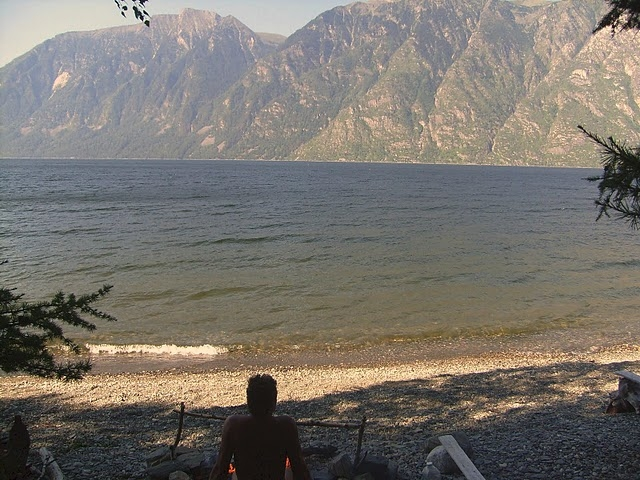
Foc a la platja
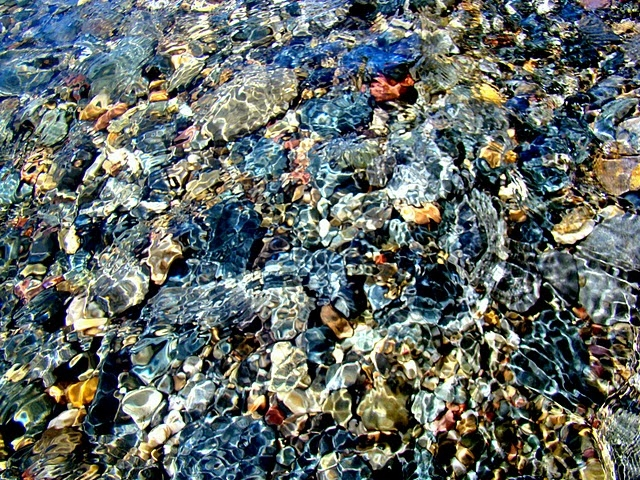
Pedres a la costa
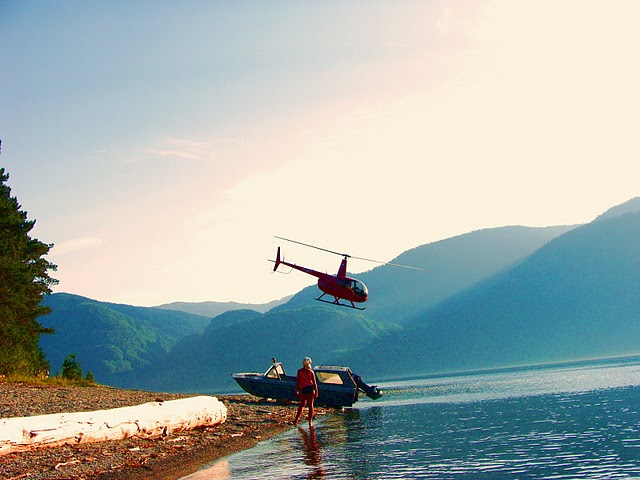
Helicòpter
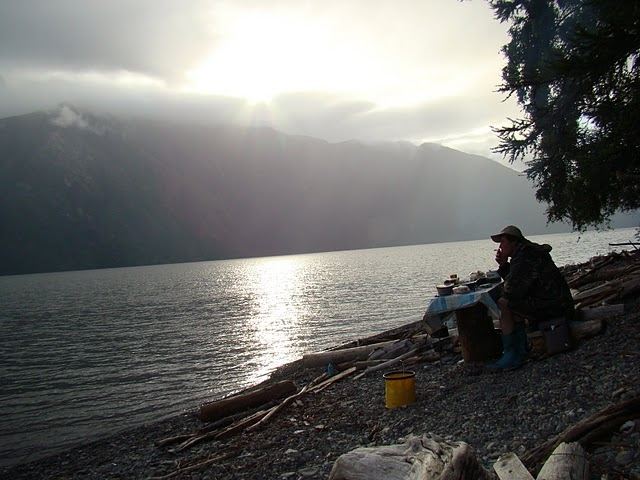
Capvespre
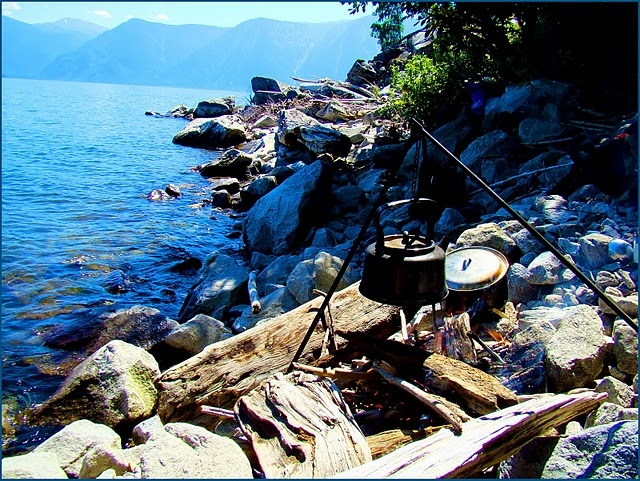
Campament a la costa
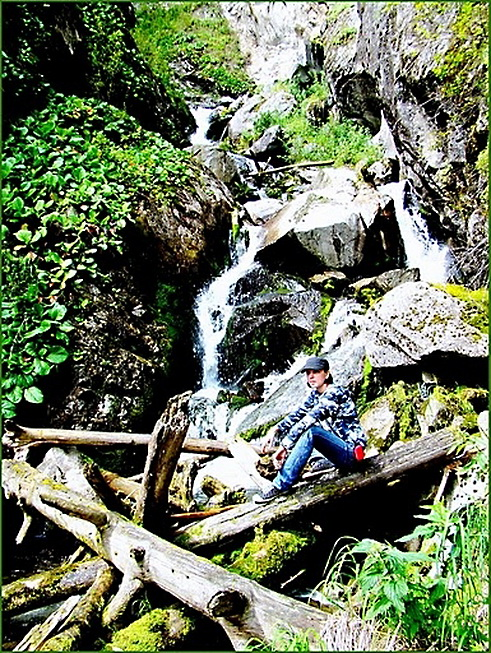
Taigà
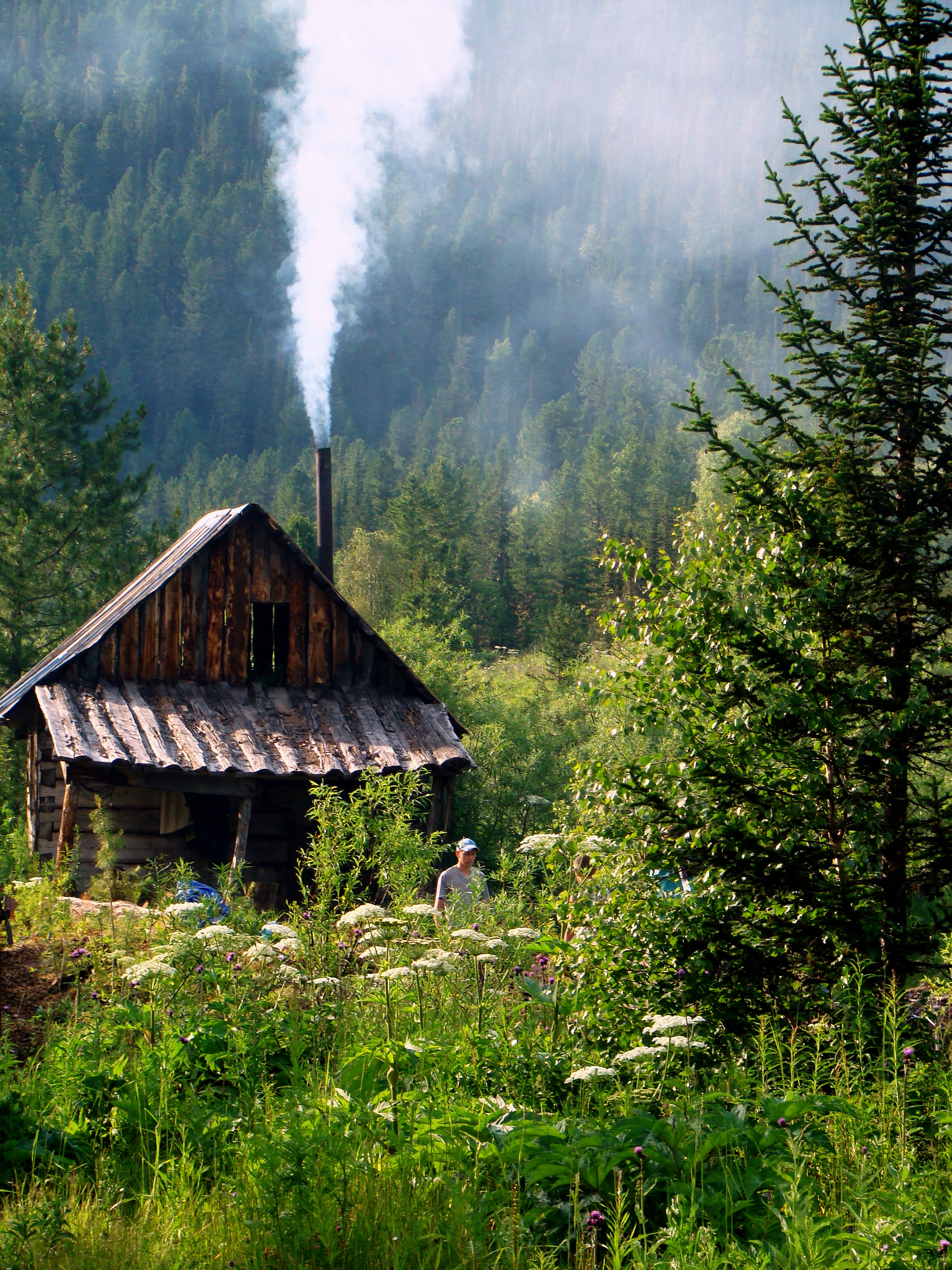
Banys
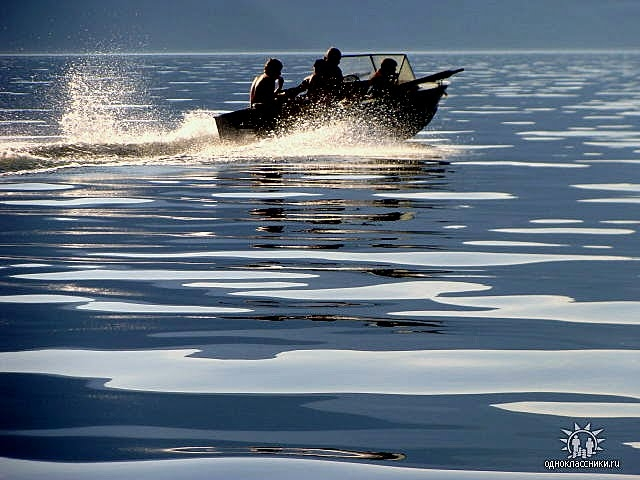
Ruta a través del llac